# Ley de distribución de Nernst

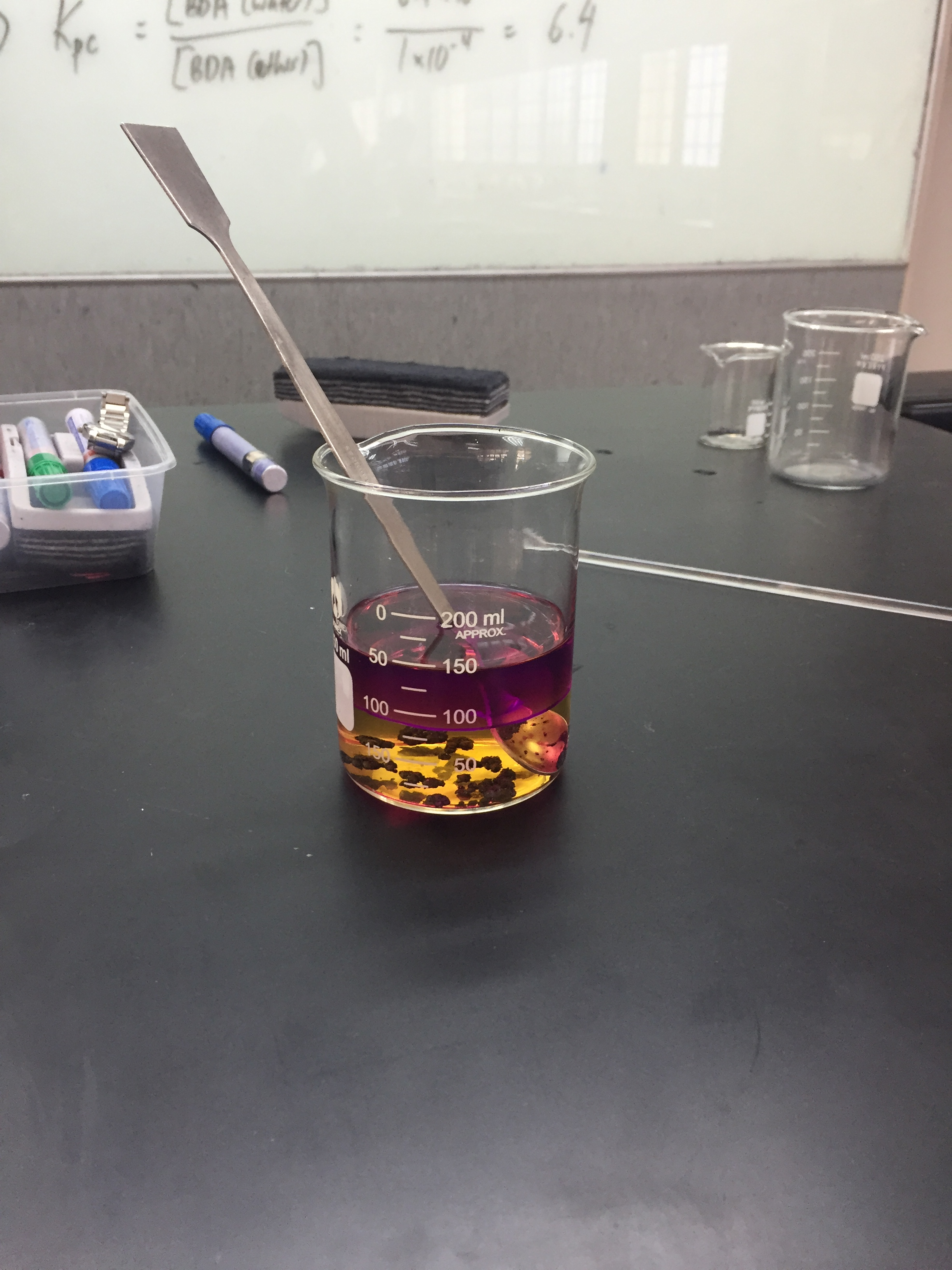
Distribución del yodo entre la fase acuosa (inferior), en la que es poco soluble y la fase orgánica (superior)

La ley de distribución de Nernst o ley de reparto es una generalización que gobierna la distribución de un soluto entre dos solventes inmiscibles. La ley fue propuesta en 1931 por Walther Nernst, que estudió la distribución de numerosos solutos en diversos disolventes.
En su enunciado más general afirma que cuando se reparte una cantidad determinada de soluto entre dos disolventes inmiscibles, se alcanza un estado de equilibrio en el que tanto el potencial químico como la fugacidad del soluto es el mismo en las dos fases.
Por lo tanto, si considerados dos disolventes «A» y «B» que forman dos fases separadas cuando están en contacto y suponemos que una pequeña cantidad de soluto «i» se disuelven en ambas fases formando dos disoluciones ideales en equilibrio, el cociente de fracciones molares del soluto en las dos fases se puede expresar así:

{\displaystyle {\frac {x_{i}^{\rm {A}}}{x_{i}^{\rm {B}}}}=\exp \left({\frac {\mu _{i}^{\circ {\rm {B}}}-\mu _{i}^{\circ {\rm {A}}}}{RT}}\right)=N(T,P)}

Donde {\displaystyle x} es la fracción molar del soluto en cada disolvente, {\displaystyle \mu } la fugacidad, R la constante universal de los gases ideales y N el coeficiente de distribución o de reparto, que depende de T, la temperatura y de P, la presión. Por otra parte, si las disoluciones son lo suficientemente diluidas, este coeficiente puede hallarse a partir de las constantes de la ley de Henry para «i» en los disolventes «A» y «B», simbolizadas por kH. Se demuestra que:

{\displaystyle N(T,P)={\frac {k_{\mathrm {H} ,i}^{\rm {B}}}{k_{\mathrm {H} ,i}^{\rm {A}}}}}

En el caso ideal en el que las actividades (a) del soluto en ambas fases sean muy similares, por lo que podemos suponerlas equivalentes a las concentraciones c, llegamos a una única constante, {\displaystyle K_{v}}, que, como hemos visto, depende de la temperatura y la presión:

{\displaystyle {\frac {a_{i}^{\rm {B}}}{a_{i}^{\rm {A}}}}=K_{v}^{+}\approx {\frac {c_{i}^{\rm {B}}}{c_{i}^{\rm {A}}}}=K_{v}}

En términos de fugacidad el razonamiento es similar con la misma aproximación.